# Shō Hayami
Shō Hayami (速水奨?, Hayami Shō; Takasago, 2 agosto 1958) è un doppiatore, cantante e attore giapponese.
Il suo vero nome è Yasushi Ohama (大濱 靖?, Ohama Yasushi). Doppiatore veterano di gran successo, è famoso soprattutto per le sue interpretazioni di Zarbon in Dragon Ball Z, Sōsuke Aizen in Bleach e Nicholas D. Wolfwood in Trigun. È principalmente conosciuto per la voce dal timbro profonda e liscia; ed è sposato con la attrice e doppiatrice Rei Igarashi, dalla quale ha avuto un figlio, Hideyuki; tuttora assieme alla moglie lavora per la Office Osawa.

## Doppiaggio

### Anime
- 07-Ghost (Ayanami)
- Ai no Kusabi (Raoul Am)
- Assassination Classroom (Gakushū Asano)
- Aura Battler Dunbine (Burn Bunnings)
- Baccano! (President of DD News)
- Basilisk: I segreti mortali dei ninja (Yakushiji Tenzen)
- Black Cat (Charden Flamberg)
- Bleach (Sōsuke Aizen)
- Brave Exkaiser (Exkaiser)
- Buso Renkin (Shousei Sakaguchi)
- Chrono Crusade (Reverendo Ewan Remington)
- Detective Conan (Rausu Tatsuhiko ep. 452, Minowa Shouhei ep. 490)
- Detective Conan - Il fantasma di Baker Street (Jack lo Squartatore)
- Yoko cacciatrice di demoni (Hideki)
- Dragon Ball Z (Zarbon)
- Dream Hunter Rem (Enkō)
- Earthian (Taki)
- Fairy Tail (Ichiya - Nichiya)
- Fantasmi a scuola (da Vinci)
- Fate/Zero (Tokiomi Tohsaka)
- Food Wars! - Shokugeki no Soma (Nakiri Azami)
- Fullmetal Alchemist (Frank Archer)
- Future GPX Cyber Formula (Osamu Sugo/Knight Shoemach)
- Ghost Hound (Masato Kaibara/Snark)
- Gintama (Umibouzu)
- Gravion & Gravion Zwei (Klein Sandman)
- Goldrake U (Gennosuke Yumi)
- Hades Project Zeorymer (Ritsu)
- Heavy Metal L-Gaim (Gavlet Gablae, Preita Quoize)
- Hell Girl (Gorō Ishizu)
- Hellsing (Enrico Maxwell)
- High School DXD (Lord Gremory)
- Kinnikuman: Kinniku-sei ōi sōdatsu-hen (Terryman, The Hawkman, The Ninja)
- Le bizzarre avventure di JoJo: Stardust Crusaders (Vanilla Ice)
- L'irresponsabile capitano Tylor (Luogotenente Makoto Yamamoto)
- La stirpe delle tenebre (Kazutaka Muraki)
- Jujutsu kaisen 0 - Il film (Laure)
- Hero Tales - Le cronache di Hagun (Shoukaku)
- Machine Robo: Battle Hackers (Narratore)
- Machine Robo: Revenge of Cronos (Narrator)
- Macross Plus (Marge)
- Macross 7 (Maximilian Jenius)
- Mahō tsukai Pretty Cure! (Shakince)
- Megazone 23 (Yuuichiro Shiratori)
- Metal Fight Beyblade (Ryuusei Hagane)
- Mirage of Blaze (Naoe Nobutsuna)
- Mobile Suit Gundam: L'Ottavo Plotone (Ammiraglio Ginias Saharin)
- Phantom - The Animation (Raymond McGuire)
- Pretty Cure Splash Star - Le leggendarie guerriere (Sirloin)
- Prism Ark (Darkness Knight, Meister)
- Project A-ko (Gail)
- Rakudai Kishi no Cavalry (Itsuki Kurogane)
- Ranma ½ (Ushinosuke Oshamanbe)
- Record of Lodoss War (Ashram)
- Record of Ragnarok (Odino)
- RG Veda (Ashura-oh)
- Sailor Stars (Takuya Moroboshi)
- Saint Beast (Lucifer)
- Saint Seiya - I Cavalieri dello zodiaco (Cavallo del mare)
- Proteggi la mia terra (Shion)
- Samurai Champloo (Shōryū - Ep.10.)
- Samurai per una pizza (Principe)
- Serial Experiments Lain (Deus, Eiri Masami)
- Shakugan no Shana (Serpente dei Festeggiamenti)
- Shangri-La Frontier (Wezaemon)
- Shinesman (Ryoichi Hayami/Shinesman Moss Green)
- SoltyRei (John Kimberley)
- Sonic X (Dr Yuio)
- Kinnikuman: Scramble for the Throne (Terryman, The Ninja)
- Tales of the Abyss (Lorelei)
- Tenkū senki Shurato (Harmony God Scrimil)
- The Super Dimension Century Orguss (Kei Katsuragi)
- The Super Dimension Fortress Macross (Maximilian Jenius)
- Trigun (Nicholas D. Wolfwood)
- Trigun Stampede (DJ religioso della radio)
- Transformers: Cybertron (Vector Prime, Narratore)
- Transformer - Chōjin Masterforce (Sixknight)
- Transformers - The Movie (Ultra Magnus)
- Voice of Fox (Presidente Kim)
- White Album (Ogata Eiji)
- La stirpe delle tenebre (Kazutaka Muraki)
- Yakitate!! Japan (Meister Kirisaki)
- Zetsuai 1989 (Koji Nanjo)
- Zillion: Burning Night (Rick)
- Georgie (Irwin Dangering)

### Videogiochi
- Ar tonelico II (Shun)
- Angelique (Julious)
- Armored Core: Nexus (voci addizionali)
- Brave Story: New Traveler (Leynart)
- BS Tantei Club: Yuki ni Kieta Kako (Shunsuke Utsugi)
- Bleach: Shattered Blade (Sōsuke Aizen)
- Bleach: Soul Resurrección (Sōsuke Aizen)
- Bleach: Brave Souls (Sōsuke Aizen)
- Castlevania: Grimoire of Souls (Narratore)
- Code Vein (Juzo Mido)
- Devil Kings (Akechi Mitsuhide)
- Dragalia Lost (Aurien, Heinwald, Nyarlathotep)
- Dragon Ball Z: Ultimate Battle 22 (Zarbon)
- Dragon Ball Z: Budokai (Zarbon)
- Dragon Ball Z: Budokai Tenkaichi (Zarbon)
- Dragon Ball Z: Budokai Tenkaichi 2 (Zarbon, Sauzer)
- Dragon Ball Z: Budokai Tenkaichi 3 (Sauzer, Zarbon)
- Dragon Ball: Raging Blast 2 (Sauzer)
- Dragon Ball Legends (Sauzer)
- Dragon Quest Monsters: Il Principe oscuro (Drakandid il Guardiano)
- Fate/hollow ataraxia (Tokiomi Tohsaka)
- Fate/Grand Order (Tokiomi Tohsaka)
- Fire Emblem Heroes (Arvis)
- Granblue Fantasy (Shiva)
- Infinity Strash - Dragon Quest: The Adventure of Dai (Baran)
- J-Stars Victory Vs (Sosuke Aizen)
- JoJo's Bizarre Adventure (Vanilla Ice)
- JoJo's Bizarre Adventure: All Star Battle (Enrico Pucci)
- JoJo's Bizarre Adventure: Eyes of Heaven (Vanilla Ice)
- JoJo's Bizarre Adventure: All Star Battle R (Vanilla Ice)
- Jump Force (Sosuke Aizen)
- Lupin the 3rd: Lost Treasure Under the Sea (Zaai)
- Marvel's Spider-Man 2 (Quentin Beck/Mysterio)
- Mobile Suit Gundam Side Story (Nimbus Schterzen)
- Mobile Suit Gundam: Encounters in Space (Nimbus Schterzen)
- Muramasa: La spada demoniaca (Yukinojyo Yagyu)
- Odin Sphere (Melvin)
- Persona 2: Innocent Sin (Ginji Sasaki/Prince Taurus)
- Persona 2: Eternal Punishment (Ginji Sasaki)
- Phantasy Star Universe (Izuma Rutsu)
- Project X Zone 2 (Shadow)
- Rusty Rabbit (Nether)
- Saint Seiya: Brave Soldiers (Cavallo del mare)
- Saint Seiya: Soldiers' Soul (Cavallo del mare)
- Sakura Wars (Tekkan Amamiya, Narratore)
- Sengoku Basara 2 (Akechi Mitsuhide)
- Sengoku Basara: Battle Heroes (Akechi Mitsuhide)
- Sengoku Basara: Samurai Heroes (Tenkai/Akechi Mitsuhide)
- Sengoku Basara: Chronicle Heroes (Akechi Mitsuhide)
- Sengoku Basara 4 (Akechi Mitsuhide)
- Sengoku Basara: The Legend of Sanada Yukimura (Akechi Mitsuhide)
- Space Channel 5 (Jaguar)
- Space Channel 5: Part 2 (Jaguar, Shadow)
- Space Channel 5 VR: Kinda Funky News Flash (Jaguar)
- Star Ocean: First Departure (Jie Revorse)
- Stella Deus: The Gate of Eternity (Croire)
- Super Robot Wars Alpha (Laodicea Judecca Gozzo, Burn Burnings/Black Knight, Maximilian Jenius)
- Super Robot Wars Alpha Gaiden (Maximilian Jenius)
- Super Robot Wars Alpha 3 (Laodicea Judecca Gozzo, Sardis Judecca Gozzo, Philadelphia Judecca Gozzo, Maximilian Jenius)
- Super Robot Wars A Portable (Ginias Sahalin)
- Super Robot Wars Z (Kei Katsuragi, Klein Sandman)
- Super Robot Wars Z2: Destruction Chapter (Kei Katsuragi)
- Super Robot Wars Z2: Rebirth Chapter (Pol Potaria, Kei Katsuragi, Klein Sandman)
- Super Robot Wars Z3: Hell Chapter (Kei Katsuragi)
- Super Robot Wars Z3: Heaven Chapter (Kei Katsuragi)
- Super Robot Wars X (Gengo Kuramitsu)
- Super Robot Wars T (Rabaan Zaramand)
- Super Robot Wars 30 (Gavlet Gabae)
- Tales of Destiny (Woodrow Kelvin)
- Tales of Arise (Vholran Igniseri)
- Tears to Tiara II: Heir of the Overlord (Hasdrubal)
- Tokimeki Memorial Girl's Side (Goro Hanatsubaki)
- The Legend of Dragoon (Lloyd Noril)
- Unicorn Overlord (Narratore)
- Yakuza: Like a Dragon (Reiji Ishioda)